# Давыдов, Александр Тимофеевич
Александр Тимофеевич Давыдов (укр. Олександр Тимофійович Давидов; 12 (25) января 1906, Кадиевка — 24 августа 1976, Харьков) — советский украинский учёный, химик, доктор химических наук (1965), профессор. Декан химических факультетов Харьковского физико-химико-математического института и Объединённого украинского государственного университета, проректор Харьковского государственного и Объединённого украинского государственного университетов. В течение 38 лет заведовал кафедрой общей химии Харьковского государственного университета (1938—1976). Один из разработчиков доломитового метода обескремнивания и обессоливания промышленной воды.

## Биография
Александр Давыдов родился 12 (25) января 1906 года в Кадиевке, в семье рабочего. В тринадцатилетнем возрасте начал работать на одной из шахт Донбасса. В 1925 году вступил в коммунистическую партию, в том же году начал учиться на химической секции Харьковского института народного образования им. А. Потебни. После реорганизации института, учился на химической секции Харьковского физико-химико-математического института, который окончил в 1930 году, был учеником химика Евгения Гапона. В том же году возглавил новосозданный химический факультет этого института. В 1931 году его на посту декана сменил Юрий Габель, в следующем году Давыдов стал заместителем директора института Якова Блудова. В 1933 году, в результате объединения нескольких институтов, был создан Харьковский государственный университет, где Александр Давыдов стал проректором по учебной части. В этой должности Давыдов занимался различными аспектами организации учебной работы: набором студентов, подбором преподавательского и учебно-вспомогательного персонала, расширением фондов аудиторий и лабораторий.
После того как в начале 1935 года, вследствие очередной «чистки партийных рядов» был арестован ректор Яков Блудов, было решено публично проверить проректоров — Александра Давыдова и Ивана Буланкина. В результате «чистки», которая состоялась в Доме просвещения, Давыдов был исключён из партии «за притупление классовой бдительности в деле приёма на работу троцкистов и националистов». Приказом нового ректора Алексея Нефоросного от 13 февраля 1935 года, Александр Давыдов был освобождён от обязанностей проректора.
Однако Александр Давыдов остался преподавать в университете, а вскоре его восстановили в партии. После «чистки», он сосредоточился на научной и преподавательской деятельности в университете, также работал заместителем директора Научно-исследовательского института химии при Харьковском государственном университете. В 1938 году он стал заведующим кафедры общей химии, после того, как бывший заведующий Леон Андреасов покинул должность, чтобы возглавить химический факультет и кафедру количественного анализа по смерти декана Дионисия Казанского.
В начале Великой Отечественной войны Александр Давыдов добровольцем вступил в Университетский батальон Дивизии народного ополчения Дзержинского района Харькова. Позже вместе с другими учёными Харьковского государственного университета был эвакуирован в Кзыл-Орду. Здесь университет возобновил работу 10 декабря 1941 года, новым деканом химического факультета стал Александр Давыдов, который на тот момент имел учёное звание доцента. Он остался на посту декана и после объединения 19 февраля 1942 года Киевского и Харьковского государственных университетов в Объединённый украинский государственный университет. В мае 1942 года в Кзыл-Орде была проведена научная конференция «Продуктивные ресурсы Казахстана», где Александр Давыдов на пленарном заседании прочитал отчёт о минеральных ресурсах Казахской ССР. Также он прочитал сообщение о получении жёлтой кровяной соли из галалита на заседании химико-биологической секции конференции. Эти научные труды привлекли внимание руководства Кызылординской области, которое поставило перед химическим факультетом задачу проанализировать местные породы глины и дать рекомендации по их использованию. Давыдов вместе с доцентом Р. П. Скоблионок провёл необходимые исследования, по результатам которых местные глины стали использоваться для производства мыла и очистки технических масел. С доцентом Павлом Мигалем, Давыдов занимался вопросом очистки хлопкового масла, в результате чего было создано специальное устройство. Также принимал участие в создании предприятий, которые из местного сырья добывали кальцинированную соду, производили глюкозу и инвертный сахар.
Впоследствии Александр Давыдов стал проректором университета, а в последние месяцы перед реэвакуацией исполнял обязанности ректора. Работа Давыдова в Объединённом украинском государственном университете была отмечена почётными грамотами Президиума Верховного Совета Казахской ССР и Кызылординского облисполкома.
По восстановлении работы Харьковского государственного университета продолжал работать заведующим кафедры общей химии, читал для студентов курс «Общая химия». В 1944—1945 годах входил в состав партийного бюро университета. Также продолжал работать в Научно-исследовательском институте химии. По состоянию на 1968 год был награждён орденом Трудового Красного Знамени. Александр Давыдов умер 24 августа 1976 года в Харькове.

## Научная деятельность
Александр Давыдов занимался вопросом применения минеральных сорбентов и исследовал на них сорбционный процесс. Также занимался вопросами влияния различных факторов, в частности растворителей, на закономерности ионного обмена и на ионообменную хроматографию. Как отмечал исследователь Николай Мчедлов-Петросян, научная деятельность Александра Давыдова в отрасли ионного обмена примыкала к научной школе химика Николая Измайлова.
В 1939 году защитил диссертацию на соискание учёной степени кандидата химических наук по теме «Исследование обменной сорбции на каолине». Как отмечал исследователь А. В. Чёрный, сведения из диссертации долгое время использовались для проведения водоподготовки и очистки природных и сточных вод.
В 1965 году защитил диссертацию, по совокупности трудов, на соискание учёной степени доктора химических наук по теме «Исследование закономерностей ионного обмена в водных, смешанных и неводных средах на минеральных и смоляных сорбентах». Защита состоялась в так называемый «Золотой век химии» Харьковского государственного университета.
Химик Борис Красовицкий не относил Давыдова к ведущим учёным факультета, однако называл его хорошим организатором, под руководством которого сотрудники кафедры общей химии сосредоточились на тематике, которая имела большой практический интерес, а именно исследовали адсорбцию на ионообменных смолах. Кроме научной деятельности, работники кафедры занималась преподаванием химии для студентов биологического, геолого-географического и физического факультетов. Под руководством Александра Давыдова на кафедре работали доценты И. Я. Левицкий, Н. О. Нагорная, Л. И. Понировская, Ю. О. Толмачёва, Д. С. Бидная, преподаватели О. Б. Бобок, Р. Б. Радушинская, Р. Ф. Скоблионок, инженер Н. Б. Фадеева, старший научный сотрудник Т. К. Степанченко и научный сотрудник Ю. И. Игнатов.
Вместе со старшим научным сотрудником Б. Д. Брянским Александр Давыдов разработал доломитовый метод обескремнивания и обессоливания промышленной воды, который в частности используется в смягчающей установке для питания котлов высокого давления на Лисичанском химическом комбинате и на Харьковской теплоэлектроцентрале.
Александр Давыдов также занимался подготовкой научных кадров, под его руководством было защищено семь кандидатских диссертаций.
Имел учёное звание профессора.

## Личность
Борис Красовицкий, по состоянию на середину 1930-х годов, писал, что хотя Александру Давыдову не было ещё тридцати лет, он казался намного старше. Давыдов тогда носил коричневое кожаное пальто, краги того же цвета на ногах и большие круглые очки, которые выглядели очень солидно.
В то же время Красовицкий характеризовал Давыдова как наиболее весёлого и остроумного человека на факультете с большим запасом анекдотов и смешных историй. На всех застольях учёных он непременно был тамадой, пить он умел «красиво», почти не пьянея снаружи.
Был близким товарищем химиков Ивана Буланкина и Николая Измайлова, после смерти которых пытался дистанцироваться от тогдашней факультетской «политики». Также дружил с астрономом Николаем Барабашовым, которого поддерживал во время эвакуации. Жил рядом с профессором химии Евгением Хотинским, последний умер «буквально на руках» Давыдова.

## Избранные публикации
Всего Александр Давыдов был автором 160 научных работ. Согласно Энциклопедии современной Украины наиболее важными были:
- О закономерностях при обмене ионов на ионитах отечественного производства // Теория и практика применения ионообменных материалов. Москва, 1955
- Исследование динамики ионного обмена на сульфоуглях // Журнал физической химии. 1959. Т. 33, № 4
- Влияние неводных растворителей и температуры на свойства ионообменников. Москва, 1968 (соавт.)
- Влияние растворителей на кинетику обмена равновалентных ионов на сульфокатионах // Известия высших учебных заведений : Химия и химическая технология. 1976. Т. 19, вып. 5 (соавт.).

### Комментарий
1. ↑  Кафедра занималась преподаванием химии для студентов других факультетов.
2. ↑  В общей сложности был заведующим кафедрой в течение 38 лет, до самой смерти.
3. ↑  В некоторых источниках год защиты ошибочно указан 1940-й[3].